# Коминтерн (Башкортостан)
Коминтерн (баш. Коминтерн) — деревня в Давлекановском районе Республики Башкортостан Российской Федерации. Входит в состав Раевского сельсовета. 

## География

### Географическое положение
Расстояние до:
- районного центра (Давлеканово): 22 км,
- центра сельсовета (Раево): 5 км,
- ближайшей ж/д станции (Давлеканово): 22 км.

## Население
| 2002 | 2009 | 2010 |
| ---- | ---- | ---- |
| 47   | ↘41  | ↘36  |

Согласно переписи 2002 года, преобладающая национальность — русские (77 %).